# 조미압
조미압(租未押, ?~?)은 신라의 관료이다.

## 개요
그는 신라의 급찬(級飡)이며, 당시 종발성(임나)이었던 부산현령(夫山縣令)으로 있었다. 이후 그는 남부여로 끌려가 좌평 임자의 종이 되었다. 이후 신라의 명장 김유신(金庾信)에게 도망쳐 남부여(백제) 상황을 알려주었다.
김유신은 조미압을 매개로 임자와 내통하기로 하였다. 조미압이 다시 남부여로 돌아가 임자에게 대장군 김유신의 뜻을 전하였다. 이후 임자, 은고는 김유신과 내통하여 의자왕을 조종하였다.
조미압은 임자에게 얻은 정보를 김유신에게 돌아가서 알렸는데, 남부여의 군사들은 사치하고 음흉하여 국사를 어지렵혀 백성의 원망이 많다고 하였으며, 군세 정보도 넘겨 주었다. 이에 김유신은 655년에 신라 태종무열왕에게 보고하고, 남부여 도비천성(刀比川城)을 쳐서 함락하였다.

## 조미압이 등장하는 작품
- 《삼국기》(KBS, 1992년~1993년, 배우 : 윤문식)

## 참고 문헌
- 김부식, 《삼국사기》 권42 열전 제2 김유신 中

## 같이 보기
- 의자왕
- 임자
- 은고
- 흥무대왕
- 임나